# 中森隆太
中森 隆太（なかもり りゅうた、2000年7月16日 - ）は、ジャパンラグビーリーグワン三菱重工相模原ダイナボアーズに所属するラグビー選手。

## プロフィール
- 福岡県出身[1]。
- ポジションはスクラムハーフ(SH)。
- 身長 174 cm、体重 75 kg

## 略歴
2019年、東福岡高校卒業後、立正大学に入る。
2023年1月、アーリーエントリーで三菱重工相模原ダイナボアーズに加入。同年3月19日に行われたJAPAN RUGBY LEAGUE ONE第7節埼玉ワイルドナイツ戦にて途中出場でリーグワン公式戦初出場を果たした。同月、立正大学卒業。